# Famille Zannetti
 (avril 2023).
 (juillet 2024).
La famille Zannetti  est une famille patricienne de Venise, originaire de Lombardie.

## Historique
Les premières mémoires trouvées à Venise de cette famille remontent au XVIIe siècle, quand elle acheta l'établissement situé en Campo di S. Maria Mater Domini, et ou elle ouvrit une boutique de mercier, à l'enseigne Carro.
Mais, au fur et à mesure enrichie avec le commerce, elle obtint la noblesse du Saint-Empire romain, ainsi que d'autres décorations des princes d'Europe. La gloire la plus grande des Zanetti sera attribuée à Antonio Maria, né en 1706 d'Alessandro et d'Antonia Limonti qui écrivit sur la Peinture Vénitienne et sur les Différentes Peintures à fresques des principaux Maîtres Vénitiens.